# コムソモレツ (原子力潜水艦)
コムソモレツ（Комсомолец、Komsomolets）は、ソビエト海軍の攻撃型原子力潜水艦（SSN）。大深度潜航実験原潜である685型（計画名: プラヴニク, NATOコードネーム: マイク型）の1番艦として建造された。同型艦はない。艦番号はK-278であり、また1988年には「コムソモレツ」の名誉艦名が付された。艦種記号上は潜水巡洋艦である。

## 来歴
1966年8月、海軍総司令部は、第18中央設計局（後のルビン設計局）に対し、大深度潜航実験原潜「685型」の技術案作成を命じた。N・クリモフ中央設計局長が主任設計官に任ぜられ、1977年以降はU・コルミリツィン局長が引き継いだ。セヴェロドヴィンスク造船所には5メートル径×20メートル長、12メートル径×27メートル長、15メートル径×55メートル長の3つの加圧水槽が設置され、実物大の部分構造模型に静圧・周期圧・動圧をかけて強度実験を行なった。
8年にわたる実験・設計作業を経て、1974年12月、閣僚会議と海軍総司令部は685型の建造案を承認した。そしてその1番艦として、1978年4月22日、レーニンの誕生日にあわせて起工されたのが本艦である。なお2番艦の建造も計画されていたものの、予算不足のため実現しなかった。

## 設計

### 船体

685型の模式図

上記の通り、本艦では従来のあらゆる艦を凌駕する大深度潜航が求められたことから、船体構造材には48T型チタン合金が採用された。この新素材の採用と設計の合理化により、大深度潜航に対応したにもかかわらず、船体重量は従来の原潜と同程度になった。なお設計上、安全潜航深度は1,000メートル、最大潜航深度は1,250メートルとされている。
構造様式は他のSSNと同様に複殻式とされた。一方、船型については、同時期の他のSSNが涙滴型を採用していたのに対し、本艦では葉巻型に近くなっており、船体中央部は直径8メートルの円筒形、前部と後部は円錐形とされた。円筒形の部分と前後部の接続角度はわずか5度である。
耐圧殻は7区画に分けられており、また2番目と3番目の区画は強化された耐圧隔壁によって他の区画と区切られて、非常時の「安全区画」を形成していた。また司令塔内には脱出カプセルが備えられていた。耐圧殻の開口部を少なくするため、705型で採用された耐圧司令塔や魚雷搭載ハッチなどは廃止された。

### 機関
主機としては、OK-650B-3加圧水型原子炉とタービンを1基ずつ搭載し、1軸のスクリュープロペラを駆動する方式とされた。タービンは同世代のSSNである671RTM型（ヴィクターIII型）と同型である。
なおOK-650はソ連の原潜用原子炉としては第3世代にあたり、核燃料はUAl3、燃料棒は199本でウラン235の量は160 kg、出力46 MWとされている。その後、971型（アクラ型）や945型（シエラ型）にも搭載された。
また非常用にディーゼル発電機1基と112基1群の蓄電池が搭載されている。左右の水平舵の先端には防水カプセルに収めた補助電動機が取り付けられており、水上を5ノットで走ることができた。

## 装備
本艦は、大深度潜航の実験艦であると同時に、仮想敵の原潜や空母機動部隊、大型水上艦、護送船団の阻止を目的とする攻撃原潜であった。また更に、大深度潜航によって敵潜水艦の追跡・攻撃を不可能とできることから、有事に陸上の司令部が破壊されたのちに北方艦隊の指揮を引き継ぐ移動司令部としての役割ももっていた。
探信儀はMGK-305「スカット」が搭載された。これは艦首の防水カプセルに収容されており、捜索・自動追尾・目標識別・武器管制・航法などの各機能を備えている。探知距離は300キロとされた。
また671RTM型（ヴィクターIII型）で採用されたオムニブス型潜水艦情報処理装置が搭載されたほか、メドヴェヂツァー685型全緯度航海装置、ブフタ警戒装置、チビス・レーダー、モルニア-L自動通信システム、シンテズ衛星通信装置、アニス短波通信装置、コラ超短波通信装置なども装備された。
艦首には6門の水圧式魚雷発射管が装備されており、SAET-60M魚雷、グラナト（SS-N-21）巡航ミサイル、シクヴァル超高速魚雷を2本ずつ装填するのが通常であった。また予備弾として、魚雷なら10本、ミサイルなら6本を搭載できた。これらは海面レベルから深度1,000メートルまでの全深度において、単発はもちろん、斉射も可能であった。

## 艦歴
1974年12月16日に建造が承認され、1978年4月22日起工、1983年6月3日進水、 1983年12月28日に就役した。
就役後K-278は、大深度潜航の実験に積極的に用いられた。1985年には、深度1027mの潜航を実施したが、これは現在もなお戦闘用潜水艦の世界記録である。
1988年8月、にK-278は実際に名前を与えられる栄誉に浴す数少ない潜水艦の一隻となり、司令官であるYuriy Zelenskiyによって深度1020 m (3,345 feet)の記録樹立を讃えて共産党青年同盟を意味するコムソモレツ(Комсомолец)と命名された。

### 事故
1989年4月7日、ノルウェー海沖で演習中のコムソモレツの第7区画で火災が発生、艦は急浮上した。電気システムがショートし、原子炉は緊急停止した。圧搾空気システムから漏れが生じ、その結果、火災は拡大していった。乗員は消火にあたったが、艦内は高温となり、消火に当たっていた乗組員が被っていた防護用ゴムマスクは溶けて顔面に貼り付いた。緊急用呼吸システムが一部破損して一酸化炭素が入り込み、乗員の多くが一酸化炭素中毒になった。拡大する火災を消す事は出来ず、酸素タンクと潤滑油タンクが爆発して耐圧殻が破壊され、艦内に大量浸水し、ついに艦は沈没した。艦が沈没する際、乗員の多くは凍りそうな海面に飛び込み、ほとんどが凍死した。この時、同艦に乗り組んでいたのは、経験の浅いセカンドチームであったため、事故に適切に対処できなかった、という見方もある。艦長エフゲニー・ワニン大佐も、705K型（アルファ型）の艦長から転任して日が浅く、本艦に慣れていなかった。
火災の原因は現在も明らかではないが、第7区画の酸素濃度が高すぎたため、電気システムのショートが引き起こされた、という見方がある。また、火災発生後、機密漏洩を懸念するあまり救助活動が遅れ、火災だけでなく、脱出後の海上の寒冷による死者も発生した。艦が沈む際、最後まで艦に留まっていたエフゲニー・ワニン艦長以下5名が本艦に装備されていた脱出用チェンバーを使って脱出したが、艦長以下、乗員の誰も脱出用チェンバーの使い方を知らず、いざ脱出直前になってから、説明書を読んでいる有様だった。チェンバーは海面に浮上したものの、あまりに急に浮上したため、中に乗っていた5名のうち4名は気圧障害で潰され即死、浮上時に気圧変化で開いたハッチから海面に放り出された。スルサリェンコ准尉ただ1人が奇跡的に生き延びたが、彼も全身を骨折していた。最終的に搭乗していた64名のうち42名が殉職した。

### 事故後
コムソモレツの沈没地点のノルウェー海北部は、有数の好漁場であった。沈没当時コムソモレツは、2本の核魚雷を搭載していた。この2本の魚雷の核弾頭のプルトニウム計12kgと原子炉のウラン及び核分裂生成物の漏出が発生した場合、漁場の汚染が発生し、700年に及び数十億ドルの被害に達すると推定された。
ノルウェーによる圧力を受けたソ連は深海探査艇「ミール」とその母船として海洋調査船「アカデミック・ムスティラフ・ケルディシュ」を派遣、コムソモレツの捜索に当たった。1989年6月、ノルウェー海北部の水深1685メートル地点に沈没したコムソモレツを発見、深海作業で魚雷発射口6ヶ所と、沈没時に生じた亀裂3ヶ所が、ゴムとチタンのシールで覆われた。
1992年5月の調査では、艦体に複数の亀裂が確認され、そのいくつかは30から40cm幅に及び、原子炉の冷却パイプに達する可能性があった。1993年8月に海洋調査が行われ、対流が発生していないことと生態系に急激な汚染が見られていないことが確認された。但し、これは魚雷搭載ブロックの前方6mの幅に限定された調査に過ぎなかった。
1994年夏の調査では、プルトニウムの漏出が確認され、同調査でいくつかの亀裂は封印された。1995年6月24日にはさらに艦体の亀裂の修復が行われ、1996年7月末に成功が宣言された。ロシア政府では、2015年か2025年までは、生態系への影響は無視できるとしている。しかし、今なお危険性は否定されていない。
1993年、コムソモレツを含む艦隊の指揮官であったチェルノフ海軍退役中将は、「コムソモレツ原子力潜水艦記念協会」を設立。彼の指揮下にあった潜水艦乗組員の遺族に対する支援に当たった。その後同協会は、全てのソビエト連邦及びロシアの殉職した潜水艦乗組員の遺族に対する支援組織となり、また4月7日は殉職した潜水艦乗組員の記念日となった。
2019年7月7日、ノルウェーは初めて無人潜水機(ROV)を使った調査を実施し、原子炉付近のパイプから主に出ているとみられている放射線により、ダクトパイプの中の海水の放射線レベルが800 Bq/Lであったが、艦体のその他の部分で採取された海水からは高レベルでは検出されず、警戒が必要なレベルではないことが明らかとなった。